# Aumônerie Saint-Gilles de Surgères
L'aumônerie Saint-Gilles est située à Surgères, dans le département français de la Charente-Maritime en région Nouvelle-Aquitaine.

## Historique
Située à l'est du château et de ses dépendances seigneuriales enserrés dans une enceinte fortifiée, sur la route en direction de Saint-Jean-d'Angély et à l'origine d'un faubourg urbain de Surgères, l'aumônerie Saint-Gilles doit sa fondation à sa vocation de centre d'hébergement des pauvres et des malades ainsi qu'à l’accueil des jacquets en route pour les pèlerinages à Saint-Jacques-de-Compostelle pendant le Moyen Âge.
L'immeuble est classé au titre des monuments historiques par arrêté de 2004.